# Спас-Деменский уезд
Спас-Де́менский уе́зд — административно-территориальная единица Калужской губернии, существовавшая в 1921—1929 годах.
Спас-Деменский уезд был образован постановлением ВЦИК от 3 марта 1921 года, когда из части Мосальского уезда. Центром уезда стал город Спас-Деменск. В уезд первоначально входило 16 волостей: Богородицкая, Добросельская, Желонская, Жерелевская, Замошская, Лазинская, Лубинская, Милятинская, Морозовская, Понизовская, Пятницкая, Ртинская, Сильковская, Снопотская, Стаицкая и Чипляевская.
13 февраля 1924 года вместо 16 волостей было создано 6: Жерелевская, Лазинская, Любунская, Милтинская, Ново-Александровская и Сильковичская.
По данным переписи 1926 года, среди десяти уездов Калужской губернии Спас-Деменский был на 7-м месте по площади и на 8-м по населению.
В 1927 году к Спас-Деменскому уезду были присоединены Барятинская, Людковская и Мосурская волости упразднённого Мосальского уезда. Тогда же были упразднены Жерелевска, Лазинская, Ново-Александровская и Сильковичская волости и образована Спас-Деменская волость.
В ходе административно-территориальной реформы 1923—1929 годов постановлением президиума ВЦИК от 14 января 1929 года Спас-Деменский уезд был упразднён. Бо́льшая часть его территории перешла в Сухиничский округ Западной области, а часть Любунской волости — в Рославльский округ той же области.